# Джорданвіль
Джорданвіль (англ. Jordanville) — село в північно-західній частині міста Воррен, округ Геркаймер, штат Нью-Йорк, США.
Джорданвіль розташовано на перетині маршрутів 18 і 155.

## Галерея

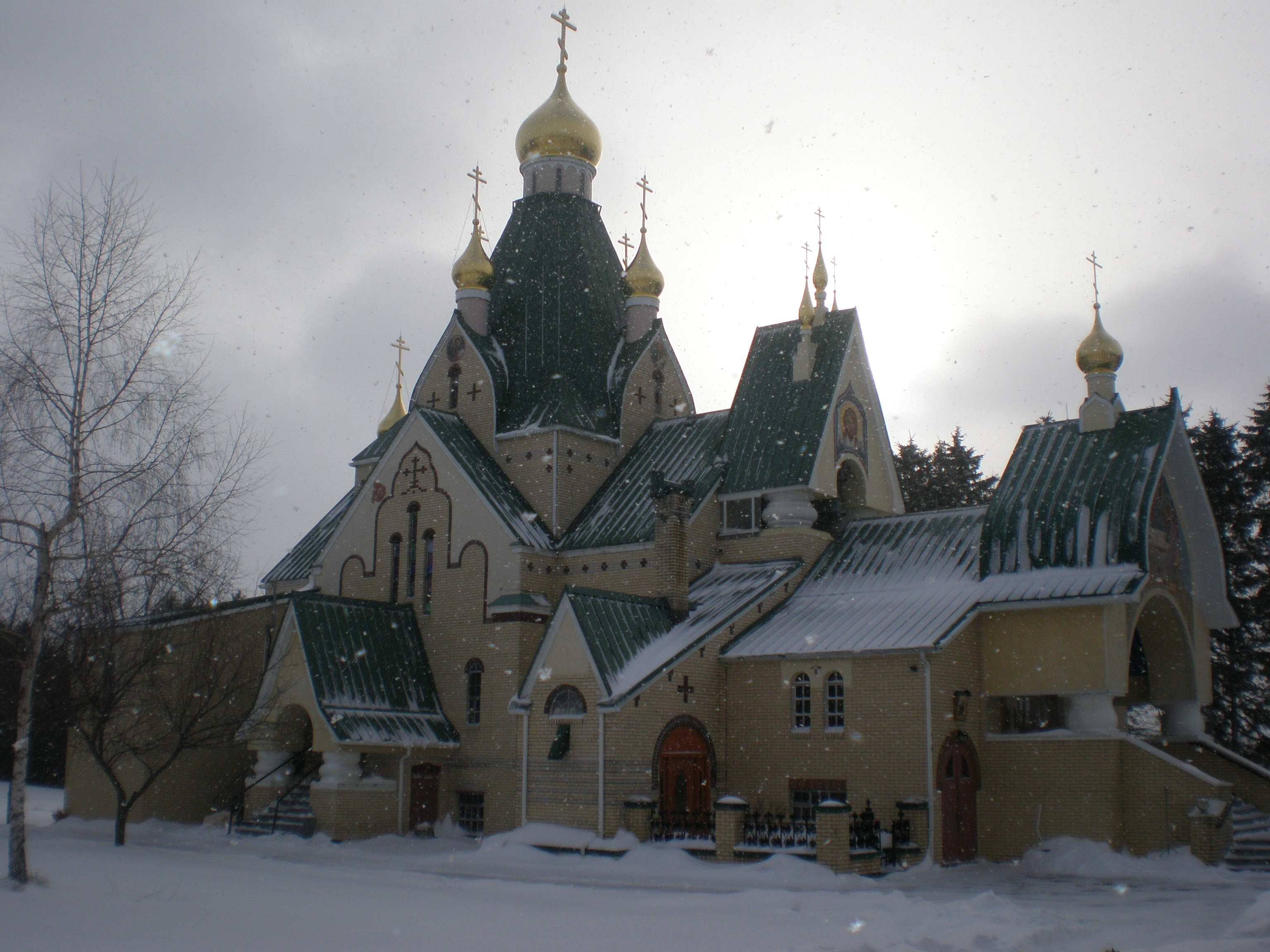
Церква Монастиря Святої Трійці